# Andrej Panin
Andrej Panin (russisk: Андре́й Влади́мирович Па́нин) (født 28. maj 1962 i Novosibirsk i Sovjetunionen, død 6. marts 2013 i Moskva i Rusland) var en russisk filminstruktør og skuespiller.

## Filmografi
- Vnuk Gagarina (Внук космонавта, 2007)[5][6]